# Poświętne (Tomaszów Mazowiecki)
Pour les articles homonymes, voir Poświętne.
Poświętne est une localité polonaise de la gmina d'Inowłódz, située dans le powiat de Tomaszów Mazowiecki en voïvodie de Łódź.